# 李兆明
李兆明（1964—），中華民國陸軍備役中將，畢業於陸軍官校正56期（1987年班；76年班），同期畢業有陳忠文（副參謀總長）、章元勳中將（總督察長）（113/9/1）等。曾任國防部總督察長、十軍團指揮官、參謀本部訓練參謀次長室中將次長、裝甲兵訓練指揮部少將指揮官等。2011年1月1日晉任少將、2018年7月1日晉任中將、2024年4月30日屆齡退伍。